# بلان بي (ثنائي)
بلان بي (Plan B) هما ثنائي ريغيتون بورتوريكي سابق تم تشكيله في عام 1999 ، وانفصلا في عام 2018. كانت مكونة من أبناء العمومة أورلاندو خافيير فالي فيغا ( غواياما ، بورتوريكو ، 19 فبراير 1979 ) المعروف باسم تشينشو (Chencho) أو تشينشو كورليوني (Chencho Corleone) و إدوين فازكيز فيغا ( غواياما ، بورتوريكو ، 29 يوليو 1982 ) المعروف باسم مالدي (Maldy) .

## ديسكوغرافيا
ألبومات الاستوديو
- 2002: عالم الخطة ب (El Mundo De Plan B)
- 2010: بيت المتعة (House Of Pleasure)
- 2014: الحب والجنس (Love & Sex)